# アメリカ・システム (経済計画)

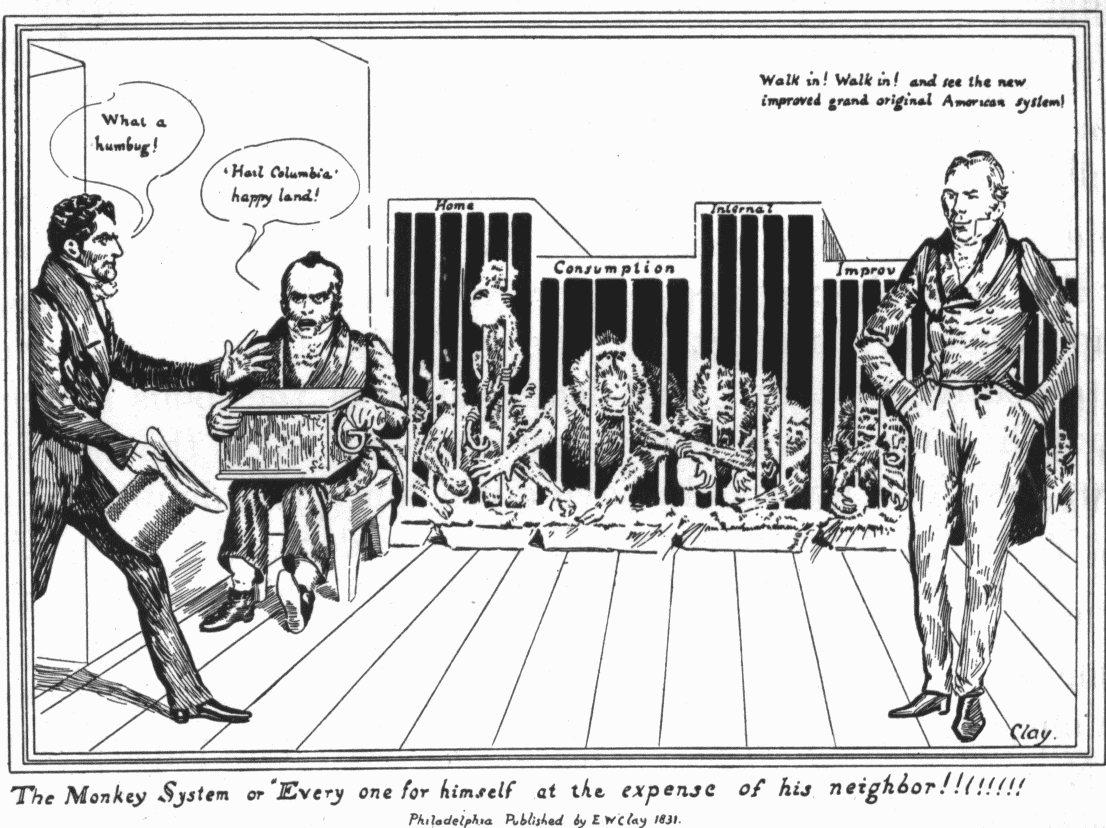
モンキー・システムすなわち全ての人が彼自身のためにと題された1831年の風刺漫画。ヘンリー・クレイ（右端）が「入ってきて新しく改良されたオリジナルのアメリカ・システムを見てくれ」と言っている。サルの檻にはそれぞれ、「家、消費、国内、改良」と記されている。この漫画は国内経済の様々な部分を表す猿達が互いの資源（食料）を盗みあっており、コメンテーターは偉大なあるいは戯言と言っている様子を描いている。

アメリカ・システム（アメリカン・システム、英: American System）とは、19世紀前半のアメリカ合衆国の政策で重要な役割を果たした重商主義的経済計画である。当初は アメリカン・ウェイ と呼ばれた。アレクサンダー・ハミルトンのアイディアである「アメリカ学派」に起源があり、「3つの互いに補完し合う部分、すなわちアメリカの製造業を保護し促進する関税、商業を奨励する国定銀行、農業の利益が上がる市場を開拓するための道路、運河など内国改良への補助金で構成されていた。」ケンタッキー州選出アメリカ合衆国下院議員のヘンリー・クレイがこの計画の最も積極的な推進者であり、「アメリカ・システム」という名前を初めて使用した。

## 歴史
アメリカ・システムはアメリカ合衆国を強化し統合を続ける計画として、ホイッグ党とヘンリー・クレイ、ジョン・カルフーンおよびジョン・クインシー・アダムズなど多くの指導的政治家によって進められた。この計画には次のように連邦主義の新しい形態が含まれていた。
- アメリカの製造業を保護し、連邦政府の歳入源となる高率関税に対する支持
- 連邦政府の歳入源となる公有地販売価格の高い水準での維持
- 通貨を安定させ、危険性のある州や地方の銀行を統制するための国定銀行の維持
- 道路や運河など内国改良の仕組みの拡大、これは国内の連携を良くするものであり、関税や公有地の販売で資金手当される

関税にはアメリカ合衆国中西部から反対の声が上がっていたが、都市部の工場労働者が中西部の生産する食料の消費者になるので、中西部はこの関税を支持するべきだというのが、クレイの主張だった。クレイの見解では、やはり高率関税に反対する南部も、北部の工場が南部の生産する綿花の市場になるので、高率関税を支持すべきだということだった。この主張は根拠が弱かった。南部は実際にアメリカ・システムの考え方通りには動かず、綿花の大きな市場を国外への輸出に頼っていた。
アメリカ・システムの一部は連邦議会によって法制化された。第二合衆国銀行が1816年に20年間限定で認証された。高率関税はアレクサンダー・ハミルトンの時代から1832年まで維持された。しかし、内国改良については適切に資金手当されたとは言えなかった。これができなかったのはそのような使い道に関する地域的な嫉妬や憲法論議が災いしていた。
アメリカ・システムは全体的に見れば成功とは言えなかった。1830年、アンドリュー・ジャクソン大統領は、連邦政府がメイズビル、ワシントン、パリスおよびレキシントン有料道路会社の株を購入する法案について拒否権を発動した。この会社はレキシントンとオハイオ川を繋ぐ道路を建設するために組織化されており、その本社はケンタッキー州に置かれることとされていた。ジャクソンがこの法案に拒否権を使ったことは、クレイとの個人的な確執、およびイデオロギー的な反対が原因だった。

## 計画の論点
輸入品に対する20ないし25％という保護関税は、外国との競合から国内企業を保護するものだった。連邦議会は1816年関税法を成立させ、ヨーロッパ製品のアメリカでの価格を上げ、国内消費者には比較的安いアメリカ製品を購入するよう奨励した。
国定銀行は、単一通貨の流通を促進し、貿易を容易にし、民間の金融機関から借金するのではなく、連邦政府が発行する債券である「国家信用」と呼ばれるものを発行することが意図された。1816年、連邦議会は第二合衆国銀行を創設した。
特に交通体系を整備する国内インフラの改良は、国内交易を容易にし、交通を迅速にするものだった。それまでのお粗末な道路では交通に手間取り、費用も掛かっていた。
この計画はヘンリー・クレイとダニエル・ウェブスターの指導するホイッグ党の提唱する政策の中でも主たるものだった。この計画は違憲だという論点で、アンドリュー・ジャクソン、マーティン・ヴァン・ビューレン、ジェームズ・ポーク、フランクリン・ピアースおよびジェームズ・ブキャナンの指導した民主党に反対され、南北戦争の時代までこの構図が続いた。
アメリカ・システムの下で創設された重要な内国改良の事例として、カンバーランド道路がある。
アメリカ合衆国上院のサイトには次の様な記述がある。

## 1815年の一般教書演説に盛られた項目
1. 国防予算
2. アメリカ海軍のフリゲート艦
3. 常備軍と民兵隊の連邦による統制
4. 道路と運河を建設するための連邦政府による支援
5. 製造業を奨励する保護関税
6. 第一合衆国銀行の再設定
7. 州の負債のうち一部を連邦政府による肩代わり

### 現代の著作
- Michael Diaz、「The Promise of American Life」（2005年増刷）
- Joseph Dorfman、「The Economic Mind in American Civilization (1606-1865)」(1947年、2 vol)
- Alfred E. Eckes Jr.、「Opening America's Market-U.S. Foreign Trade Policy Since」、ノースキャロライナ大学出版（1995年）
- Eric Foner、「Free Soil, Free Labor, Free Men: The Ideology of the Republican Party before the Civil War」（1970年）
- William J. Gill、「Trade Wars Against America: A History of United States Trade and Monetary Policy」（1990年）
- Carter Goodrich、「Government Promotion of American Canals and Railroads (1800-1890)」（Greenwood Press、 1960年)
  - Carter Goodrich、「American Development Policy: the Case of Internal Improvements」、「Journal of Economic History」誌、16（1956年）、449-60. in JSTOR
  - Carter Goodrich、「National Planning of Internal Improvements」、「Political Science Quarterly」誌、63 (1948年), 16-44ページ. in JSTOR
- John Lauritz Larson、「Internal Improvement: National Public Works and the Promise of Popular Government in the Early United States」（2001年）
- Robert A. Lively、「The American System, a Review Article」、「Business History Review」誌、XXIX（1955年）、81-96ページ
- Michael Lind
  - 「Hamilton's Republic: Readings in the American Democratic Nationalist Tradition」（1997年）
  - 「What Lincoln Believed: The Values and Convictions of America's Greatest President」（2004年）
- Robert V. Remini、「Henry Clay: Statesman for the Union」（1991年）
- Edward Stanwood、「American Tariff Controversies in the 19th Century」（1903年、1974年増刷）、2 vols., favors protectionism
- Charles M. Wiltse、「John C. Calhoun: Nationalist, 1782-1828」（1944年）

### その他あるいは過去の著作
- G. B. Curtiss、「Protection and Prosperity: an ; W. H. Dawson, Protection in Germany」、（London、1904年）
- Alexander Hamilton、「Report on the Subject of Manufactures, communicated to the House of Representatives」（1791年12月5日）
- H. C. Carey
  - 「Principles of Social Science」（3 vols., Philadelphia、1858–1859年）
  - 「Harmony of Interests Agricultural, Manufacturing and Commercial」（Philadelphia、1873年）
- Friedrich List
  - 「Outlines of American Political Economy」（1980年増刷）
  - 「National System of Political Economy」（1994年増刷）
- A. M. Low、「Protection in the United States」（London、1904年）
- H. 0. Meredith、「Protection in France」（London、1904年）
- Ellis H. Roberts、「Government Revenue, especially the American System, an argument for industrial freedom against the fallacies of free trade」（Boston、1884年）
- J. P. Young、「Protection and Progress: a Study of the Economic Bases of the American Protective System」 （Chicago、1900年）
- Henry Clay、「The Papers of Henry Clay」、1797-1852年、James Hopkins編